# 1020
Cette page concerne l'année 1020  du calendrier julien. Pour l'année 1020 av. J.-C., voir 1020 av. J.-C.
L'année 1020 est une année bissextile qui commence un vendredi.

## Événements
- Janvier[1] : l'empereur Liao Shengzong accepte le tribut du roi du Koryŏ Hyeonjong[2].
- Mars : Le calife fatimide Al-Hakim fait brûler un tiers de l’agglomération du Caire par les esclaves noirs de l'armée[3].
- 15 avril : un tremblement de terre a lieu à Rome le jour du Vendredi saint. Des Juifs sont accusés de l'avoir provoqué et sont condamnés à mort par le pape Benoît VIII[4].
- 17 avril, Pâques : le pape Benoît VIII est reçu par l'empereur Henri II à Bamberg. Il lui demande de l'aide contre la menace byzantine dans le sud de l'Italie[5].
- 1er septembre : Masûd, fils de Mahmoud de Ghaznî, quitte Hérat pour une expédition contre Ghôr, qu'il soumet[6].
- 7-8 septembre : incendie de la cathédrale de Chartres ; l'évêque Fulbert en entreprend la reconstruction[7].
- 26 septembre : le comte Bernard Taillefer se noie en traversant le Rhône.

- 6 décembre : l'empereur Henri II est à Vérone où il prépare une expédition en Italie du Sud[8].

- À la mort de Gagik Ier d’Arménie, ses deux fils se combattent et le cadet Achot IV parvient à arracher à son aîné Smbat III le nord du pays, où il fonde le royaume de Lorri[9]. Au début du XIe siècle, l’Arménie est divisée en quatre royaumes : Ani, Kars, Lorri et Vaspourakan, fief des Arçrouni. Le pays s’affaiblit en se divisant[10].
- Construction du château de Habichtsburg (l’Épervier) en Suisse (Argovie) par le comte de Klettgau Radbot (mort en 1045) à l’origine de la maison de Habsbourg[11].
- Knut Ier le Grand, roi d'Angleterre et  de Danemark fonde la ville de Lund, selon la tradition. Des fouilles archéologiques ont attesté qu'une église y était construite dès 990[12].
- Le comté de Dreux est annexé par Robert II le Pieux, roi des Francs[13].

- Lettre de Fulbert, évêque de Chartres, au comte Guillaume V de Poitiers en conflit avec son vassal Hugues de Lusignan, qui résume la notion de fidélité en six mots : « salut, sécurité, honneur, intérêt, facilité et liberté d'action »[14].